# 香港民用航空事業職工總會
香港民用航空事業職工總會，简称民航工會，原名港九民用航空事業職工總會，成立於1949年9月11日，香港工會聯合會屬會，工聯會物流及交通行業委員會成员工会，曾發動“兩航起義”。现任主席为李永富。

## 成立背景
1949年上海解放后，中国人民解放军上海市军事管制委员会空军部在接管原屬中華民國交通部的中國航空公司以及中央航空運輸公司兩家航空公司（以下简称“两航”）留守机构时，发现已迁至香港的“两航”人员中有心向中国共产党新政权的。中共中央华东局分析研究后向中央军委上报争取“两航”的工作报告，提出策动”两航”起义的建议。1949年6月，周恩来决定策动“两航”起义，并指定李克农、罗青长等人负责，同时电告中共在香港人员设法策动“两航”迁返中国大陆。
1949年春，冷雪山在九龙创办英语学习班，新华社香港分社徐伟明要求他借机扩展中共影响，于是教学间隙宣传中共思想。冷雪山通过教学与“两航”公司的一些青年职工结识，发现他们有组织工会的意愿，因此上报并争取给予支持。约从1949年6月份，工会的筹建工作正式开始，倡导者有中航的胡理昌、金超、魏应鹏、戚少俊以及央航的陆林、端木全等。他们商定组建工会的目的为：通过反对迁台发动群众，最终达到返回中国大陆的目的，并认为应充分利用工会的合法地位来达到最终目的。

## 历史
1949年9月11日，港九民用航空事業職工總會在香港启德机场门前的九龍城沙浦道33号三楼正式成立，会员以“两航”员工为主，冷雪山被选举为工会主席，樓閱棅、汪企远为副主席。成立伊始，工會便參與了“兩航起義”的發動。9月初，“两航”起义六人核心小组成立，并利用工会组织展开活动，如在港九民航工会创办的《航职会刊》上大篇幅介绍“两航”留沪员工的感受等。
1949年11月9日，“两航”起义飛行員集體自英屬香港駕駛12架飛機飛到中国大陆。港九民航工会还参与“两航”留港员工的护产斗争，在抢运航空器材、设备、油料回中国内地的行动中发挥了重要作用。
民航工會成立后，致力於為會員爭權益、謀福利，開展各項福利和教育服務、舉辦文康活動。1950至1960年代，香港工人生活困難，勞工權益薄弱，但民航工會在會員的支持下，建立會所，创办管教班、廉價飯堂、小賣部等，一定程度上為會員節省開支及解決子女管教問題。1970年代，民航工會大力開展各種培訓和文康活動，先後成立足球隊和乒乓球隊，並經常組織會員家屬排練歌舞等。1980年代，制定基本法向社會各界諮詢時，民航工會召集會員參與討論，收集意見後提交給基本法諮詢委員會。民航工會還發動會員積極參與區議會選舉。1990年代，民航工會成立『機場搬遷權益關注委員會』，通過與工友及機場公司的共同協商，解決了機場搬遷中的很多工人權益問題。21世紀初，在亞洲金融風暴和世界性經濟衰退嚴重影響香港經濟的情況下，民航工會仍致力於維護工友權益，與各種不合理剝削舉措進行周旋。
2019年7月30日，民航工會發表聲明，反對7月26日香港國際機場一號客運大樓接機大堂的集會活动，认为佔領機場的活动損害工人生計及香港經濟，是一種損人不利己的做法。2019年8月12日，逾5千名黑衣人到機場非法集會，致使機場運作嚴重受阻，并最终导致香港機場全面停止運作，民航工會等7家民航業工會發表聲明，要求立即停止在機場的示威行動，保障旅客出入安全，維護香港國際聲譽。
2021年9月7日，民航工會等民航系統工會去信國泰航空公司行政總裁鄧健榮，要求國泰航空公司妥善安排因醫療原因未能接種2019冠状病毒病疫苗的員工的工作安排。2022年3月，民航工会要求政府改善机场员工补助计划申请流程，容许机场僱员个人申请及增加计划透明度。2023年5月，香港航空貨運及速遞業工會向香港立法會提交民航工會就《2023年進出口(修訂)條例草案》提出的五點意見，要求港府落实鞏固及提升香港作為航空樞紐中心的政策，豁免聯運轉運電子煙產品等。
2023年5月，在國泰航空因涉歧视风波解僱空中乘务员后，民航工會主席李永富于5月25日发声，認為航司「一又要做培訓，又要面對乘客不滿情緒，這樣（會）很難做」並建議國泰應該和員工加強溝通，並提供相關培訓，增加員工士氣。

## 屬會
香港民用航空事業職工總會以下有香港航空業總工會、香港空運貨站職工會、香港機場地勤服務職工會、香港機場餐飲業僱員工會、香港航空貨運及速遞業工會和國泰航空服務職工會等屬會。
| 序号 | 屬會名称                 | 成立时间      | 服務對象                     | 简介 | 备注     |
| ---- | ------------------------ | ------------- | ---------------------------- | --- | -------- |
| 1    | 香港航空業總工會         | 1990年        | 所有航空業從業員可加入为會員 | 由民航工會資深會員簡志豪、劉志華等策劃成立，以廣泛團結航空界專業人士及管理人員為目標                                                                                        |          |
| 2    | 香港空運貨站職工會       | 2002年12月    | 香港航空貨運站內的職工       | 1999年12月成立香港航空貨運員工會，为民航工會设立的香港空運貨站有限公司分會，2002年12月獨立註冊成立为香港空運貨站職工會，2003年加入香港工會聯合會為其屬會                    | 企業工會 |
| 3    | 香港機場地勤服務職工會   | 2009年7月30日 | 機場地勤服務員工             | 前身為民航HAS分會，是民航工會在機場地勤公司中的分支，2009年7月30日經職工會登記局批準登記，簡稱『港勤工會』                                                                  |          |
| 4    | 香港機場餐飲業僱員工會   | 2009年9月29日 | 機場餐飲業僱員工             | 2009年9月29日經職工會登記局批準登記 |          |
| 5    | 香港航空貨運及速遞業工會 | 1988年5月     | 航空貨運及速遞業員工         | 1988年5月，梁志輝、馮春堯等人創立香港航空貨運員工會，1999年加入香港工會聯合會，1999年協助香港空運貨站員工成立香港空運貨站有限公司分會，2002年改名為香港航空貨運及速遞業工會 |          |
| 6    | 國泰航空服務職工會       | 2013年9月     | 國泰航空服務有限公司員工     | 2012年末，國泰航空服務有限公司正式投入運作，為解決新公司內的各種矛盾，組織籌委會研究成立工會，並於2013年9月正式在職工會登記註冊                                             |          |

## 分會
香港民用航空事業職工總會以下現有一間分會：民航（HAECO）分會。香港航空業總工會以下現有兩間分會：香港航空業總工會環美分會及香港航空業總工會ISS分會。